# آلفا زرافه
آلفا زرافه (به انگلیسی: α Camelopardalis) یک ستاره است که در صورت فلکی زرافه که از صور فلکی نیمکره ی شمالی استوای سماوی است، قرار دارد.
این ستاره با قدر ظاهری ۴.۳ سومین ستاره ی پرنور صورت فلکی زرافه است. اولین و دومین ستارگان پرنور این صورت فلکی، بتا زرافه با قدر ظاهری ۴.۰۳ و سی اس زرافه با قدر ظاهری ۴.۲۲ هستند.
آلفا زرافه دورترین ستاره ی صورت فلکی زرافه است و فاصله ی آن از ما تقریبا ۶۰۰۰ سال نوری (۱۹۰۰ پارسک) است. این مقدار تقریبی بر حسب فاصله سنجی از روش اختلاف منظر به دست آمده است.